# 中国共产党上海市纪律检查委员会
中国共产党上海市纪律检查委员会，简称中共上海市纪委，是中国共产党的省级纪律检查机关，与上海市监察委员会合署办公。

## 历任纪委

### 1950年至1956年的上海市纪委
书记先后有王尧山、王一平、郑平

### 监察委

#### 第一届监察委（1956－1959）（第一届党委）
书记：魏文伯

#### 第二届监察委（1959-1963）（第二届党委）
书记：魏文伯

#### 第三届监察委（1963－1967）（第三届党委）
书记：杨士法

### 1967年至1976年由革委会设立的纪律检查组
领导不明

### 市纪委筹备组（行使纪委职权）（1979－1984）
组长先后有张祺、杨心培、王尧山

### 1984年以后的市纪委

#### 1984-1986
书记：王尧山（－1985）、张定鸿（1985－）

#### 第五届党委（1986－1992）
书记：张定鸿

#### 第六届党委（1992－1997）
书记：张惠新

#### 第七届党委（1997-2002）
书记：张惠新

#### 第八届党委（2002－2007）
书记：罗世谦（－2006）、沈德咏（2006－）

#### 第九届党委（2007－2012）
书记：沈德咏（－2008）、董君舒（2008－）

#### 第十届党委（2012－2017）
书记：杨晓渡（－2013）、侯凯（2013－2016）、廖国勋（2016－）

#### 第十一届党委（2017－2022）
书记：廖国勋（－2020）、刘学新（2020－）

#### 第十二届党委（2022－）
- 书记：刘学新（－2022）、李仰哲（2022－）[4]
- 副书记：马乐声、施涛、孟文海、杨慧亮